# Ulak Mas
Ulak Mas is een bestuurslaag in het regentschap Lahat van de provincie Zuid-Sumatra, Indonesië. Ulak Mas telt 930 inwoners (volkstelling 2010).